# Dicranomyia neabjuncta
Dicranomyia neabjuncta är en tvåvingeart som först beskrevs av Alexander 1963.  Dicranomyia neabjuncta ingår i släktet Dicranomyia och familjen småharkrankar. Inga underarter finns listade i Catalogue of Life.